# Aeroportul Deputatsky
Aeroportul Deputatsky (IATA: DPT, ICAO: UEWD) este un aeroport din Iacutia, Rusia ce deservește zona Deputatski⁠(d). Aeroportul a fost tranzitat în 2017 de 14.213 pasageri.
aeroportul dispune de o singură pistă.